# Konstanty Słotwiński
Konstanty Słotwiński herbu Leliwa (ur. 30 stycznia 1793 w Dąbrówce k. Pilzna, zm. 21 lutego 1846 w Głobikowej) – polski prawnik, komisarz cyrkułowy, dyrektor Zakładu Narodowego im. Ossolińskich we Lwowie, członek Towarzystwa Naukowego w Krakowie. Dziedzic wsi Głobikowa (pow.dębicki).
W młodości był porucznikiem artylerii pieszej Księstwa Warszawskiego i żołnierzem napoleońskim. W latach 1831–1834 był dyrektorem lwowskiego Ossolineum. 6 września 1832 uruchomił czytelnię Zakładu, zaś kilka miesięcy później – w październiku – drukarnię, w której publikował prace naukowe w oparciu o zbiory ossolińskie oraz prace zlecone. Był inicjatorem drukowania w drukarni Ossolineum tajnych druków konspiracyjnych (nielegalne pisma, broszury, ulotki i odezwy patriotyczne, pieśni, autorstwa m.in. Mickiewicza i Goszczyńskiego), co – wykryte w kwietniu 1834 – spowodowało zamknięcie czytelni i opieczętowanie drukarni przez zaborców oraz aresztowanie i skazanie Słotwińskiego w 1837, po długotrwałym procesie politycznym, na dwanaście lat ciężkiego więzienia. Sąd apelacyjny zmniejszył karę do 8 lat. Ostatecznie Słotwiński był więziony przez 6 lat jako więzień stanu w twierdzy Kufstein w austriackim Tyrolu.
Za rządów Słotwińskiego drukarnia Ossolineum wydała 130 książek w 142 woluminach oraz 2 tytuły czasopism o łącznej liczbie 1031 arkuszy wydawniczych, wśród nich 88 tytułów książek i 1 czasopismo o treści patriotycznej. Był członkiem loży wolnomularskiej Przesąd Zwyciężony. Autor Katechizmu poddanych galicyjskich o prawach i powinnościach ich względem Rządu, Dworu i samych siebie (Lwów 1832).
Zamordowany w czasie rzezi galicyjskiej.
Miał syna Ludwika, a jego wnukiem był Józef Słotwiński.